# Katholische Fachhochschule Norddeutschland
Die Katholische Fachhochschule Norddeutschland (KFHN) war eine staatlich anerkannte Fachhochschule mit den Fachbereichen Sozialwesen und Gesundheitspflege. Sie existierte bis zum 1. Oktober 2005 an den Standorten Vechta (ab 1971) und in Osnabrück (ab 1972) und wurde übergeleitet in die staatliche Fachhochschule Osnabrück sowie die staatliche Hochschule Vechta. Der letzte Jahrgang des KFHN-Diplom-Studienganges wurde im September 2007 verabschiedet. Letzter Rektor der KFH war Winfried Bach.
Träger der Fachhochschule war die Stiftung Katholische Fachhochschule Norddeutschland. Der Stiftungsrat setzte sich zusammen aus den Bischöfen von Osnabrück und Hildesheim und dem Bischöflichen Offizial für den oldenburgischen Teil des Bistums Münster sowie (nach der Wiedererrichtung des Erzbistums 1995) dem Erzbischof von Hamburg.

## Bekannte Professoren
- Karl Gabriel (* 1943), Professor für Soziologie, Pastoralsoziologie und Caritaswissenschaft
- Karl-Heinz Hornhues (* 1939), Professor für Sozialökonomie und Sozialpolitik
- Friedrich Janssen (* 1935), Professor für Theologie, Standort Vechta
- Hans-Peter Mayer (* 1944), Professor für Recht und Verwaltungslehre, Rektor der KFH
- Werner Münch (* 1940), Professor für Soziologie und Politikwissenschaften
- Margarete Niggemeyer (1932–2020), Professorin für Religionspädagogik, Standort Vechta
- Klaus Rohmann (* 1939), Professor für Systematische Theologie, Standort Vechta und Osnabrück